# Лужёные глотки
Лужёные глотки (фр. Les Grandes Gueules) — художественный фильм совместного производства Франции и Италии, снятый в 1965 году известным французским режиссёром Робером Энрико (фр. Robert Enrico) по роману французского прозаика Жозе Джованни (фр. José Giovanni) «Стальной гигант» («Le Haut-Fer»). Отечественному[какому?] зрителю известен также под названиями: «Лесорубы», «Горлопаны», «Крикуны». Во время премьерного показа во Франции фильм собрал около 4 млн зрителей.

## Сюжет
Эктор Валентен, француз, который живёт уже много лет в Канаде, узнаёт от нотариуса, что после смерти отца он унаследовал лесопилку в восточной Франции, на высокогорной долине Вогезов. Вернувшись во Францию, он обнаруживает, что предприятие находится на грани банкротства. Вместе с тем, по соседству находится крупная лесопромышленная компания, и её владелец, Казимир Терраз сразу по прибытии Эктора предлагает выкупить его имущество, как он предлагал это его отцу. Но Эктор отказывается: он решает возродить семейное дело. В ходе аукциона по продаже земельных участков Эктор привлекает внимание двух мужчин, и они потом появляются на его лесопилке в поисках работы. Нуждающийся в рабочих руках Эктор их нанимает. Оба мужчины, Лоран и Мик, пытаются завоевать благосклонность Эктора, и Эктор верит в их дружбу. В связи с трудностью найти надежную рабочую силу, Лоран предлагает Эктору принять из близлежащей тюрьмы осуждённых за уголовные преступления, которые претендуют на условно-досрочное освобождение. На его колебания Лоран сообщает ему, что они сами только что вышли из тюрьмы. Эктор, уже успевший оценить их достоинства, в конечном счёте соглашается. Однако Лоран действует для себя, а не по дружбе. Он рассчитывает среди условно-освобождённых найти некоего Рашмана, чтобы убить его за то, что Лоран по его вине лишился жены и квартиры. Но того не оказывается в первой группе.
В этих люди[уточнить] сначала трудно представить желание приступить к тяжёлой работе лесоруба. Также сложным является сосуществование девяти мужчин, не имеющих манер джентльменов и вынужденных жить бок о бок в импровизированном общежитии. Действие фильма разворачивается на фоне ссор лесорубов: один не может жить без своего транзистора (это «вещь» 1960-х), и объект будет уничтожен беспощадно, другой оскорбляет сестру своего собеседника. В ходе драки один из условно-освобождённых получает удар топором в грудь, но происшествие удаётся скрыть от судьи по исполнению наказаний. Другая сложность — это отношения с лесорубами Терраза. При каждом удобном случае его рабочие, по указанию их босса, пытаются переманить работников Эктора Валентена. Они останавливаются только тогда, когда узнают об их уголовном прошлом. Постепенно общая работа объединяет разношёрстную группу, и благодаря их энтузиазму компания начинает восстанавливаться. Они помогают Эктору справиться с незваными гостями, защищают свой труд, когда рабочие Терраза сооружают плотину, чтобы отвести поток, питающий лесопилку Валентена.
Но история принимает драматический оборот, когда мужчины спускаются в город. Они вызывают к себе недоверие, они пугают. Во время праздника города драка между двумя соперничающими группами лесорубов завершается падением Мика, который умирает на руках Лорана. Префект, обеспокоенный почти всеобщей враждебностью жителей города по отношению к условно-освобождённым, заканчивает эксперимент, и заключённые возвращаются обратно в тюрьму. Это разорение для Эктора; к нему добавляется также отчаяние, потому что Скида, один из заключённых, рассказывает Эктору, что Лоран пришёл сюда из-за мести. Преданный в дружбе и оставшийся в одиночестве на подожжённой лесопилке, он рискует сам погибнуть в огне, но Лоран прибывает вовремя, чтобы его спасти. Месть Лорана, реальный двигатель его действия, остаётся нереализованной потому, что он понимает, что она того не стоит. Два друга решают начать новую жизнь.

## Создание фильма

### Сценарий
История создания фильма началась в 1959 году, когда Жозе Джованни написал новеллу о человеке, который борется, чтобы спасти свою лесопилку. По совету своего друга, Лино Вентуры, Джованни превратил историю в сценарий. Но сделка тогда сорвалась из-за решения продюсера ради экономии проводить съёмки в лесу Фонтенбло под Парижем, что совершенно не устраивало Джованни. Автор решил из новеллы сделать роман и летом 1961 отправился в Вогезы, чтобы найти место действия для своего произведения. Там, в нескольких километрах от Жерарме (фр. Gérardmer), небольшого города на северо-востоке Франции в департаменте Вогезы, он обнаружил лесопилку на участке под названием «Селле» (фр. Cellet ), наблюдал за её работой и узнал от мастера обстоятельства его жизни в этих краях. Джованни и самому пришлось прежде какое-то время работать лесорубом. Таким образом к следующему году Джованни заканчивает написание своего романа «Стальной гигант» (фр. Le Haut-Fer ), дословно: «высокое лезвие» — так называлась во Франции вертикальная пила на водяном приводе. Потом он модифицирует роман и пишет второй сценарий. Но пройдёт ещё несколько лет в поисках финансирования и в подборе команды, когда интересная история начнёт трансформироваться в фильм.

### Подбор съёмочной группы
Жозе Джованни, несмотря на успех нескольких экранизаций его романов, пришлось воевать с продюсерами, чтобы пригласить молодого, но уже известного режиссёра Робера Энрико, удостоенного Золотой пальмовой ветви в Каннах и Оскара в Голливуде за его короткометражный фильм «La Rivière du hibou». Джованни объяснил свой выбор тем, что «это очень хороший специалист, который знает, где поставить камеру». Для Лужёных глоток Робер Энрико окружил себя отличными техниками: три четверти сцен фильма будут сняты в натуральных декорациях и с прямым звуком.
Создание музыкального сопровождения Энрико поручил Франсуа де Рубе, молодому композитору, автору оригинальной и инновационной музыки. Рубе был первым, кто использовал синтезаторы — это был шаг вперёд в музыкальной композиции той эпохи. Впоследствии он будет автором музыки в таких фильмах, как : «Человек-оркестр», «Искатели приключений», «Последнее известное место жительства». Жозе Джованни, став режиссёром, также доверит ему почти всю музыку в своих фильмах вплоть до смерти Рубе через 10 лет. В ноябре 1975 года, сразу после съёмок "Le Vieux Fusil, " во время дайвинга у Канарских островов Франсуа, которому тогда исполнится 36 лет, застрянет в одной из пещер, его тело будет найдено его отцом.

### Кастинг
В завершение подбора творческого коллектива был собран внушительный актёрский состав. Ещё в процессе создания первого сценария Джованни предложил роль Эктора Лино Вентуре, который охотно согласился. Затем, однако, Джованни изменил свое решение и объявил Вентуре, что он собирается предложить роль босса Бурвилю. Актёр скептически отнёсся к кандидатуре известного комика, а тот, напротив, будет в восторге от этого предложения. Фильм позволит оценить талант этого актёра, совершенно органичного в диаметрально противоположных ролях. В 1968 году у Бурвиля случайно обнаружат злокачественную опухоль головного мозга (множественную миелому). В своих последних фильмах он будет сниматься уже тяжело больным и в 1970 году уйдёт из жизни, окружённый женой и двумя сыновьями в своей парижской квартире.
Фильм подтвердит исключительный статус Лино Вентуры, который, как обычно, интерпретирует сильный и харизматичный характер. В 1987 в возрасте 68 лет Вентура внезапно умрёт от сердечного приступа. Ги Готье (фр. Guy Gauthier) так пишет об этом актёре в своей книге «Des grandes gueules pour un haut-fer : l’aventure vosgienne du film»:

Актер часто, если не все время, крутой, убийца, злодей или плохой парень. Лино как-то пытается показать в персонажах что-то человеческое, что действительно присуще ему в жизни (...) Он, будучи на самом деле человеком серьёзным, смелым, хорошим отцом, верным мужем с безграничной честностью, вынужден для каждого фильма надевать обличье мерзавца, его неприятно жёстких персонажей.Оригинальный текст (фр.)L'acteur est souvent, sinon tout le temps, un dur, un tueur, un vilain ou un mauvais garçon. Lino essaye tant bien que mal de tirer les personnages vers une certaine humanité qui sert en réalité son personnage dans la vie (...) Lui qui est en fait un homme sérieux, courageux, bon père, mari fidèle d'une honnêteté sans borne est obligé à chaque film d'enfiler des costumes de salaud, ses personnages étant épouvantablement durs.
Мишеля Константена Джованни знал по первой экранизации своих произведений, романа «Дыра». Малоизвестный ещё актёр здесь обратит на себя внимание в роли второго плана своим представлением неоднозначного персонажа Скиды. В следующем году он снимется уже на первом плане с Лино Вентурой в комедии Не будем ссориться (фр. Ne nous fachons pas) у Жоржа Лотнера и в главной роли у Жозе Джованни в Законе выжившего. Ги Готье в упомянутой выше книге о нём отзывается так:

Это был жёсткий дядющка-гангстер французского кино с мягким сердцем. Публика, как правило, склонна верить тому, что говорят в фильмах. Но Мишель был полной противоположностью плохого парня. Немного скряга, конечно, по мелочи, бывало, жадничал, когда надо было просить возмещение расходов, но это был хороший товарищ (…) обязательный в кино.Оригинальный текст (фр.)Ce tonton flingueur du cinéma français était un dur au cœur tendre. Le public a tendance à croire ce qu'on raconte dans les films. Mais Michel était tout le contraire d'un mauvais garçon. Un peu rapiat, certes, comptant ses sous, il râlait un peu lorsqu'il fallait réclamer des défraiements, mais c'était un bon compagnon... du devoir cinématographique.
Жан-Клод Роллан —- открытие фильма. Получив высшее образование в испанской филологии, он овладевает актёрской профессией у Тани Балашовой (фр. Tania Balachova). Для Роллана это был первый кинофильм: до этого он сыграл несколько небольших ролей на телевидении. Его просмотр прошёл без слов: как только он кинул кости своими тонкими пальцами, Энрико дал ему роль Мика, азартного игрока. Через два года после Лужёных глоток он поджёг квартиру своей бывшей и по этой причине оказался в тюрьме. Получив три отказа в условно-досрочном освобождении, в августе 1967 года он повесился в своей камере. Лино Вентура о нём сказал: «если бы он жил, он был бы выдающимся актёром».
Мужской в значительной степени фильм Лужёные глотки освещается сдержанным женским присутствием.
Мари Дюбуа была выбрана Джованни на роль молодой женщины, влюблённой в героя Вентуры, благодаря своей миловидности в деревенском стиле. С конца 1970-х годов она будет редко появляется в кино из-за рассеянного склероза, первые симптомы которого появились у неё в 23 года. Она завершит свою жизнь в доме престарелых в 2014 году.
Эния Сюшар (фр. Hénia Suchar) — исполнительница роли Кристианы, жены Мика, родилась в 1932 году в городе Черновцы, выросла в Израиле. Она училась актёрскому мастерству в «Школе драматического искусства» Тани Балашовой, играла в театре. Карьера Энии Сюшар сложится довольно эклектично: она попробует сочинять песни, потом займётся декоративным искусством, затем дизайном городской среды в браке с архитектором Эдвардом Гринбергом (фр. Edward Grinberg), постепенно отходя от мира кино. На съёмки Лужёных глоток её приводит Жан-Клод, и здесь начнутся их отношения, которые продолжатся вплоть до обмена письмами во время его заключения.
Небольшую роль женщины, в которую влюблён Эктор играет Рене Куртуа (фр. Reine Courtois), серьёзная театральная актриса.

### Декорации
Между тем, в 1962 году на лесопилке «Селле» происходит пожар, и весной 1965 съёмочная группа обнаружит там только кучу углей и камней, покрытых травой и снегом. С помощью профсоюзных организаций Жерарме и Ванье (фр. Vagney) Робером Энрико и его командой лесопилка будет полностью восстановлена (чтобы в последних кадрах фильма её снова частично сжечь): станок «haut-fer», деревянные санки для спуска брёвен, носящие немецкое название «schlitte» ввиду близости территории, водяное колесо для подачи воды — приспособления, которые в то время использовались в лесопромышленном производстве. Для нужд воссоздания истории Лужёных глоток были также необходимы узкоколейка и небольшой поезд, отсутствующие в том месте прежде. Этот вид транспорта обнаружили в коммуне Гранфонтен (фр. Grandfontaine) департамента Нижний Рейн (фр. Bas-Rhin): он был демонтирован и установлен в непосредственной близости от лесопилки. Для съёмок праздника лесорубов в ближайших окрестностях пришлось искать элементы декора, традиционные для таких мероприятий, и в Эпинале (фр. Épinal), увидели карусель с деревянными лошадьми. С помощью владельцев карусель была перевезена и установлена на площади перед ратушей в Ванье.

### Бюджет
Фильм стоил 5 миллионов франков в то время, что составляет около 6,8 млн евро на сегодняшний[какой?] день. Два главных актёра фильма получили гонорар почти вполовину бюджета. Декорации, костюмы, реквизит, транспорт, небольшие роли и 350 статистов, дополнительные материалы, лесоматериалы и консультанты не были оплачены, потому что были взяты на себя волонтёрами ради развития края для туризма и будущего Вогезов в целом.

## Художественные особенности
Лужёные глотки по мнению многих[кого?] вполне оправданно называют первым французским вестерном. С самого начала фильма музыка Франсуа де Рубе с использованием гармоники погружает в атмосферу, напоминающую звёздный час этого жанра. Фильм буквально наполнен типичными ситуациями Дикого Запада, начиная с введения персонажей: богатый злодей, который держит власть над всем регионом и приезд чужих, одиноких героев, которые помогут обиженным имея свои личные интересы. Съёмки ведутся в натуральных декорациях, где величественные ландшафты Вогезов заменяют Великую Долину. В традиционных вестернах есть скот, а здесь — лесоматериалы, деревья и лесные участки. Можно добавить много других очевидных ссылок на этот жанр на всем протяжении фильма: азартный игрок, прогулка на лошади, поезд, шляпа и винтовка Бурвиля, позы Вентуры с сигаретой в руке и усталым взглядом. Прозаик и режиссёр талантливо воспроизводят все коды western`а, вносящие нотку неоспоримой оригинальности в фильм, соединяя их с неизбежным french touch.
Съёмки продолжалась 10 недель. Из них шесть недель шёл мелкий дождь и была переменная облачность. Техническая команда постоянно просила массовку убрать зонты и из-за переустановок света уставала к концу дня. В своих мемуарах Бурвиль писал, что это было одно из его худших воспоминаний из-за погодных условий.
- Во время знаменитой сцены драки на карнавале несколько актёров получили ранения, Лино Вентура вывихнул себе лодыжку и с трудом доковылял до конца съёмок.
- В долине Вогезов было до 34-х лесопилок со станками «haut-fer» в 60-е годы, и последняя прекратила работу в 1985 году из-за отсутствия воды. Лесопилка «Селле», где снимался фильм, 30 лет спустя была перестроена под ресторан, но после смерти его владельца потомки не справились с затратами и всё продали, чтобы избежать банкротства. О съёмках культового фильма напоминает только дерево с прибитой к нему табличкой.[источник не указан 1916 дней]

## Критика
Критики высоко оценили то, что они назвали «первым французским вестерном». Около 4 миллионов зрителей увидели фильм в кинотеатрах, поместив «Лужёные глотки» на 8-е место в прокате за 1965 год. Он побьёт рекорды охвата аудитории при каждом из его многочисленных трансляций по телевидению.

## О фильме

### Документальные фильмы
- 2001: «Маршрут „Лужёных глоток“» (фр. La Route des Grandes Gueules), Филипп Крав (фр. Philippe Crave) и Роже Вири-Бабель (фр. Roger Viry-Babel), производство Créacin — воссоздание маршрута «Лужёных глоток» с участием Мари Дюбуа, Поля Кроше и Мишеля Константена[8].
- 2007: «Праздник лесорубов» (фр. Fête bûcheronne), Ги Готье (Guy Gauthier)) — короткометражный фильм, снятый в Вогезах по случаю возрождённого ежегодного праздника лесорубов на 20-ю годовщину со дня смерти Вентуры и 90-летие со дня рождения Бурвиля. 2008 : Приз за лучший документальный фильм в «Региональные дни кино Лотарингии» в Эпинале (фр. Épinal). 2010 : Второй приз на фестивале видео в Сейссене (фр. Seyssins)[9].
- 2012 : «Невероятная судьба „Лужёных глоток“» (фр. Le Fabuleux Destin des grandes gueules), Жан-Паскаль Вуарен (фр. Jean-Pascal Voirin) —- документальный фильм о съ`мках фильма Робера Энрико (свидетельства и документы, редкие, неизданные), Éditions JP Voirin[10].

### Празднования
В Ванье было снято много сцен из фильма, включая сцену карнавала «ярмарка» с дракой 14 июня 1965 года, когда около 10 000 человек на площади перед ратушей наблюдало за экранизацией праздника лесорубов. Толпа была настолько плотной, что кинематографисты несколько раз просили силами жандармерии освободить место съёмки. Начиная с этой даты, Ванье имеет два карнавала в год: в день престольного праздника, и в день проведения съёмки.
4 июля 2015 в Ванье состоялся «Юбилей „Лужёных глоток“» (фр. Jubilé des Grandes Gueules) в ознаменование пятидесятой годовщины фильма. Ассоциациями «Rétro loisirs ligne bleue» и «Les Vieux compteurs» был организован парад коллекционных автомобилей. Доходы от мероприятия переданы благотворительной ассоциации «Подснежник» (фр. Perce-Neige), созданной Лино Вентурой в 1966 году для оказания помощи лицам с психическими расстройствами в связи с болезнью его дочери. Ванье организовал ярмарку, напомнив сцену карнавала, который проходил на площади в 1965 году.
25 июня 2016 года в Ванье состоялось «Шоу „Лужёных глоток“ на открытом воздухе» (фр. Spectacle Vivant des Grandes Gueules) в честь 51-й годовщины выхода фильма. в виде восьми ключевых сцен: от создания книги Жозе Джованни до пожара на лесорубке. Они были исполнены двадцатью актёрами в течение дня в присутствии почти 1400 зрителей.

## В ролях
- Бурвиль — Эктор Валентен
- Лино Вентура — Лоран
- Жан-Клод Роллан — Мик
- Жесс Ан — Ненесс
- Мари Дюбуа — Жеки Келле
- Мишель Константен — Скида
- Ник Стефанини — Казимир Терраз, предприниматель
- Поль Кроше — Пелиссье
- Эния Сюшар — Кристиана
- Рене Куртуа — Ивонна Дидье

## Съёмочная группа
- Режиссёр: Робер Энрико
- Сценарий: Робер Энрико и Жозе Джованни по его роману «Le Haut-Fer» (Галлимар, 1962)
- Диалоги: Жозе Джованни
- Продюсеры: Мишель Ардан, Жерар Бету
- Оператор-постановщик: Жан Боффети
- Композитор: Франсуа де Рубе
- Аранжировка: Бернар Жерар